# Оранская, Галина Геннадьевна
Галина Геннадьевна Оранская (1913—1987) — учёный, историк, этнограф, архитектор-реставратор, создатель и главный архитектор архитектурно-этнографического музея «Тальцы» и историко-мемориального комплекса «Декабристы в Иркутске», внесла неоценимый вклад в сохранении и реставрации памятников архитектуры и искусства в Сибири.

## Биография
Родилась в Москве. Закончила Московский архитектурный институт (1936) и работала, как градостроитель. Поступила (1949) в аспирантуру при МАИ и, окончив её, пришла на работу (1953) в Центральные научно-реставрационные проектные мастерские, созданные незадолго до этого и располагавшиеся в Андрониковом монастыре. Проектные мастерские включили (1957) в только что созданный Всесоюзный производственный научно-реставрационный комбинат, ведущий в стране реставрационный центр, который преобразовали (1980) во Всесоюзное объединение «Союз реставрации».
Работала над проектами реставрации подмосковной усадьбы Братцево, церкви Рождества Богородицы в с. Подмоклово Серпуховского района, разрабатывала охранные зоны памятников Калуги, выполняла иные работы по сохранению и реставрации памятников архитектуры.
Галину Геннадьевну пригласили (1959), как московского специалиста с целью получить разрешение на снос аварийных старых церквей и зданий в центре г. Иркутска — их надлежало разобрать в связи с предстоящим визитом американского президента Дуайта Эйзенхауэра (июнь 1960) Действительно, обветшавшие и почерневшие, давно лишённые своих возглавий, остовы старинных построек не украшали городскую панораму, к тому же стояли они в самом центре, вплотную к зданию Иркутского областного комитета КПСС и Иркутского облисполкома. Историко-архитектурное заключение, составленное Г. Г. Оранской, спасло иркутские древности, и Галина Геннадьевна с того времени ‘’прописалась’’ в Иркутске, составляла проекты реставрации, контролировала ход работ. Визит президента США в Россию не состоялся, но, благодаря событиям, связанным с его подготовкой, в Иркутске началось возрождение архитектурных памятников. В 1-ю очередь приступили к реставрации Спасской церкви и собора Богоявления. Первые чертежи, папки обмерных чертежей зданий, подписанные Г. Г. Оранской, датируются (1960). Проводила историко-архивные научные исследования (1960—1967), была подготовлена пояснительная записка к проекту и выполнен эскизный проект восстановления зданий. Г. Г. Оранская выдала рабочие чертежи для реставрационных работ (1975).
На Спасской церкви работали реставраторы-живописцы (1977), в следующем году каменщики реставрировали северный фасад. Решала технические вопросы, связанные с отоплением, вентиляцией, канализацией. Параллельно (1967—1985), шли работы по реставрации собора Богоявления. Галина Геннадьевна практически ежедневно осуществляла архитектурный авторский надзор, фиксируя в журнале замечания и устранение выявленных недостатков, неточностей, брака, отклонений от проекта. Торжественная церемония подписания акта о приёме объекта реставрации — Спасской церкви — в эксплуатацию, состоялось (13 октября 1981). В здании разместился выставочный зал Иркутского областного краеведческого музея.
Также существенным вкладом в сохранение историко-культурного наследия Иркутска является участие Галины Геннадьевны в разработке (1974), в составе большого творческого коллектива московских и иркутских архитекторов, проекта историко-мемориального комплекса «Декабристы в Иркутске». Её стараниями были выполнены (1982) простейшие консервационные работы на памятнике истории и культуры Спасская церковь в старинном селе Урик Иркутской области.
Г. Г. Оранская стояла у истоков создания широко известного архитектурно-этнографического музея «Тальцы». Иркутский облисполком принял (январь 1966) постановление о создании музея под открытым небом, а в августе того же года выбор места для его строительства был поручен Галине Геннадьевне, которая к этому времени уже более десяти лет работала в Иркутске. Как опытный специалист, она предложила место, полностью отвечавшее всем требованиям по созданию подобных музеев. Ею учитывался и ландшафт, дающий возможность демонстрировать все основные историко-культурные зоны Предбайкалья, а также позволяющий сочетать посещение музея с отдыхом. Этим местом стало живописное Тальцинское урочище на правом берегу р. Ангары в 47 км от Иркутска. Первоначально центральное место отводилось археологической зоне, в которой предполагалось показать жилище древнего человека, жившего 40 тыс. лет назад, на так называемой Мальтинской стоянке.
Однако подход к строительству музея был качественно изменён (1968), когда по заказу Иркутского областного управления культуры в Москве была сформирована группа специалистов Всесоюзного производственно-научного реставрационного комбината, руководителем которой стала Г. Г. Оранская. Тогда же она была назначена главным архитектором архитектурно-этнографического музея Тальцы. Ею впервые был применён принцип историко-культурного зонирования Предбайкалья, по которому в музее необходимо было экспозиционно реконструировать историко-культурные зоны, четыре русских: ангаро-илимскую, верхоленскую, витимскую, центральную, а также бурятскую и тофаларскую.
Работы по созданию музея велись в трёх направлениях: изучалась народная культура, осуществлялся вывоз памятников из зоны затопления и собирались этнографические предметы для будущих экспозиций. Для выполнения двух первых задач (1969—1972) под руководством Г. Г. Оранской совершались регулярные научно-исследовательские экспедиции в районы будущего строительства Усть-Илимской ГЭС. Их результатом стал вывоз 28 памятников истории и культуры из Нижнеилимского и Братского районов Иркутской области.
Под руководством Г. Г. Оранской формируется (1971) первый эскизный проект музея, и через год в соответствии с ним, начинается его строительство. По проектам архитектора на его территории воссоздаются следующие объекты: деревня-малодворка (такой вид имели поселения русских первопроходцев в Сибири) в составе крестьянских усадеб Непомилуева, Серышева и Прокопьева. Каскад из трёх водяных мельниц (2-я половина XIX), вывезенных (1980) Г. Г. Оранской из д. Владимировка, Спасская проезжая башня и Казанская церковь Илимского острога. Из улуса Алагуевский Галиной Геннадьевной было вывезено пять восьмистенных юрт конца XIX века, но к формированию первой очереди этнической бурятской разработанной ею экспозиционной зоны — улуса-летника — приступили (1990), спустя несколько лет после её смерти (1987).
Оценивая её вклад в сохранение историко-культурного наследия Сибири, архиепископ Иркутский и Ангарский Вадим сказал: «Это был выдающийся человек, потому что в ту пору, в годы богоборчества, она выступала за сохранение памятников, пусть хоть в том виде, в котором она это полагала, как народное достояние, как достояние народной культуры».
Галина Геннадьевна вынесла на своих плечах тяжелейшую ношу — многотрудный путь возвращения к жизни обветшавших и заброшенных старинных исторических зданий, в настоящее время взятых под охрану государства, как памятники архитектуры русского зодчества, создания на территории Иркутской области нескольких музеев, отыскания, реставрации и наполнения их историческими реликвиями, заложила основы реставрации памятников каменного и деревянного зодчества, организации и открытия на территории области реставрационных мастерских, воспитала и подготовила плеяду учёных и многое другое.
Жила в Москве по адресу: Ленинградский проспект, 43.